# Merle-Leignec
Merle-Leignec – miejscowość i gmina we Francji, w regionie Owernia-Rodan-Alpy, w departamencie Loara.
Według danych na rok 1990 gminę zamieszkiwały 233 osoby, a gęstość zaludnienia wynosiła 14 osób/km² (wśród 2880 gmin regionu Rodan-Alpy Merle-Leignec plasuje się na 1395. miejscu pod względem liczby ludności, natomiast pod względem powierzchni na miejscu 671.).